# 心理療法の一覧
心理療法の一覧（しんりりょうほうのいちらん、英: List of psychotherapies）は、心理療法の各理論、各技法の名称を一覧としたものである。

## 催眠
- 自律訓練法 - 1932年にドイツで確立。
- 催眠療法 - ミルトン・エリクソンは、現代の催眠分野において著名な人物である。
- 動物磁気説-フランツ・アントン・メスメルが提唱し、後に催眠やラポールの理論へと発展した。
- 原初療法 - 抑制された感情と考えられるものを再現し、身体で表現する療法。

## 精神分析
ジークムント・フロイトによる精神分析学に端を発する。
- 自由連想法 - ジークムント・フロイトによる。
- 現存在分析 - ルートヴィヒ・ビンスワンガー
- プロセスワーク ユング派心理学者アーノルド・ミンデルのプロセス指向心理学
- ロゴセラピー（あるいは実存分析） - ヴィクトール・フランクルによる。
- 交流分析 - 1950年代にアメリカで成立。
- 転移焦点化精神療法 - イギリスではメラニー・クライン、ドナルド・ウィニコットらの対象関係論が展開し、アメリカで対象関係論に影響をうけたオットー・カーンバーグが考案。
- 短期力動精神療法（ドナルド・K・フリードハイム）
- 対人関係療法 - 対人関係学派（新フロイト派）とよばれるハリー・スタック・サリヴァン、カレン・ホーナイ、エーリヒ・フロムらの流れを組む。
- ナラティブセラピー（物語療法）
- メンタライゼーションに基づく治療（MBT）- 特に境界性パーソナリティ障害への治療。

## 行動療法
行動主義心理学の条件付けの理論などに端を発する。
- 系統的脱感作
- コヒーレンス療法

## 人間性心理学
自己実現理論にもとづいてアブラハム・マズローが提唱した人間性心理学。
- 来談者中心療法 - オットー・ランクの影響を受けたカール・ロジャーズによる。
  - エンカウンターグループ、 フォーカシング、動機づけ面接、非暴力コミュニケーションなどの技法がある。
- 存在論的心理療法（実存心理学） - ロロ・メイによる。
- ゲシュタルト療法
- ポジティブ心理学 - マーティン・セリグマンが1990年代に提唱。
- アドラー心理学的アプローチ

## 認知療法
先に登場した認知療法や論理療法の後に、1960年代に認知心理学も提唱される。
- 認知療法 - アーロン・ベック
- 論理療法 - アルバート・エリスが1950年代に確立。
- 神経言語プログラミング（NLP）
- パーソナル・コンストラクト理論（PCT） - ジョージ・ケリー（英語版）による。
- 機能分析心理療法（FAP）
- 現実療法（リアリティ・セラピー）- ウィリアム・グラッサーの選択理論心理学。
- 推論準拠療法
- ポジティブ心理療法

## 認知行動療法
- 認知行動療法
  - 行動活性化療法
  - 元気回復行動プラン（WRAP）
  - 認知再構成法
  - アンガーマネジメント
  - セルフコンパッション
  - デジタル療法
  - 気分モニター
  - 漸進的筋弛緩法（PMR）
  - ストレス免疫訓練法
- 不眠症に対する認知行動療法en:Cognitive behavioral therapy for insomnia
- トランスパーソナル心理学-人間性心理学から派生し、瞑想などの伝統技法は第3世代の行動療法に影響した。
- マインドフルネス認知療法（MBCT）
- 弁証法的行動療法（DBT）
- アクセプタンス&コミットメント・セラピー（ACT）(スティーブン・C ヘイズ)
- スキーマ療法
- 対人関係療法

## 集団を利用した療法
- 集団認知療法
- 集団精神療法
- 集団療法

## 家族療法
- 家族療法 - ジェイ・ヘイリーら。
- オープンダイアローグ
- 親子相互交流療法（PCIT）
- 統合的心理療法
- ペアレント・トレーニング

## 芸術を利用した療法
- 箱庭療法
- アートセラピー
- 表現療法
- クリエイティヴ・セラピー
- ダンスセラピー
- ヨガセラピー
- サイコドラマ
- プライマル・スクリーム療法（原初療法）
- プレイバックシアター
- 身体心理学
- ドラマセラピー（en:Drama therapy）
- 遊戯療法
- 音楽療法

## 日本の療法
- 森田療法
- 内観療法
- 臨床動作法（動作療法）
- 構造化連想法(Structured Association Technique : SAT)
- 絶食療法[1] - 断食から発展したもので心理的な作用もあり、内観療法などと併用される[2]。

## 心身の療法
- 植物神経療法（生物学的オルゴン療法）ヴィルヘルム・ライヒ
- 思考場療法 - 1980年代に成立。
- EFT（エモーショナル・フリーダム・テクニック）
- ハコミ療法（英語版） - ロン･クルツによる。
- リラクゼーション法
- 呼吸法
  - 呼吸再調節法
- 転地療養
- アドベンチャーセラピー

## トラウマ焦点型アプローチ
アメリカ心理学会（APA）により強く推奨される心理療法
- トラウマ・フォーカスト認知行動療法（TF-CBT）
- 認知処理療法（CPT：Cognitive Processing Therapy）
- 持続エクスポージャー療法（PE療法:Prolonged Exposure Therapy）
- 認知療法（エーラーズとクラーク）
  - イメージリハーサル療法

APAにより条件付きで推奨される心理療法
- ナラティブ・エクスポージャー・セラピー（NET:Narrative Exposure Therapy）
- EMDR（眼球運動による脱感作と再処理を用い、PTSD治療）
  - ブレインスポッティング（BSP）
- 短期折衷療法（BET:Brief Eclectic Therapy）

その他の心理療法
- エモーション・フォーカスト・セラピー（EFT:emotion-focused therapy）
- メタ認知療法-持続エクスポージャー療法（PE）より治療に効果的とされる[4]
- ソマティック・エクスペリエンシング（SE:Somatic Experiencing）
- 現在中心療法（PCT:Present-Centered Therapy）
- グリーフ・セラピー （英語版）（グリーフケア、悲嘆回復[5]）
- トラウマインフォームドケア
- 感覚運動心理療法

## 短期療法
- MRIアプローチ
- ソリューションフォーカストアプローチ（解決志向アプローチ）
  - 未来・解決志向ブリーフセラピー（タイムマシン心理療法）
- 問題解決療法
- BOOCS法（脳指向型自己調整システム）

## その他
- 回想法 - 高齢者の認知症予防。
- アニマルセラピー
- フェミニスト・セラピー - フェミニズムの立場から行う。